# Cirque du Marcadau
Pour les articles homonymes, voir Marcadau (homonymie).
Le cirque du Marcadau est un cirque naturel d'origine glaciaire situé au centre de la chaîne montagneuse des Pyrénées, dans le Lavedan, dans le département français des Hautes-Pyrénées en Occitanie.

## Toponymie
Le nom de marcadàu, qui signifie « place de marché » en gascon, témoigne des échanges entre les deux versants de la chaîne pyrénéenne.

## Géographie

### Topographie
Les crêtes entourant le cirque se trouvent à l'intersection de quatre massifs : du Marcadau à l'ouest, des Pics-d'Enfer au sud-ouest, de Panticosa au sud, et du Vignemale à l'est.
Le cirque du Marcadau est encadré par le pic de Cambalès (2 965 m) à l'ouest et la pic Alphonse Meillon (2 630 m) à l'est. Il est composé ainsi des sommets distincts que sont la Pène d'Aragon (2 918 m), la Grande Fache (3 005 m),  le pic Falisse (2 765 m), la pointe de la Muga Nord (2 676 m), la pointe de la Muga (2 727 m), le Grand pic de Péterneille (2 764 m), les pics Jumeaux (2 720 m), le pic de la Badète d'Arratille (2 805 m), le Petit pic d'Arratille (2 859 m), le Grand pic d'Arratille (2 900 m), le pic Né (2 696 m), la Tuque Blanche (2 766 m).
On peut passer du côté espagnol par les différents cols pédestres : de la Fache, du Marcadau, d'Arratille.

### Hydrographie
Y coulent le ruisseau du Port de Marcadau, les gaves d'Arratille et de Cambalès dont la réunion donne le gave du Marcadau.
On peut y apercevoir de très nombreux lacs tels que : le Grand lac de Cambalès (2 342 m), les lacs de la Fache (2 390 m), les lacs de Peterneille (2 566 m), le lac d'Arratille (2 247 m), le lac du col d'Arratille (2 501 m), le lac de la Badète (2 344 m), le lac Meillon (2 523 m).

## Voies d'accès
Il est accessible depuis le pont d'Espagne en empruntant la vallée du Marcadau puis en passant par le refuge Wallon (1 865 m).

### Liens externes

Panoramique du cirque du Marcadau.